# Джон Луис Манси
Джон Луис Манси (на английски: John Louis Mansi), известен и като Луис Манси, е телевизионен и филмов актьор, чиято кариера процъфтява в началото на 1950-те и приключва през 1990-те години.

## Биография
Роден е с името Джон Патрик Адамс в Лондон през 1926 г. в семейството на италианец и ирландка. След Втората световна война, по време на която е ангажиран в Търговския флот (постъпва в него през 1943 г. и е изпратен в Западна Африка) и Кралските военновъздушни сили, следва в Централното училище по слово и драма (на английски: Central School of Speech and Drama).
Прави дебюта си на екран през 1952 г. във филма The Secret People, където партнира на Одри Хепбърн. Променя името си на Джон Манси, взимайки италианската фамилия на баща си. Самите роли, които започва да получава, често са на италианци. Причината се крие в къдравата му черна коса и чуждестранно излъчване.
Следват участия във филмите Department S, Ripping Yarns, The Hammer House of Horror, Бийтълс, в клипа Помощ! (1965), The Italian Job (1969) и във филма Tales from the Crypt. Но една от най-значимите му роли остава в популярния комедийен сериал „Ало, ало!“, в който играе ролята на Хер Енгелберт фон Смолхаузен. Участието му в сериала е продължително, от 2-ри и до 9-и сезон. Едва след последния епизод, излъчен на 14 декември 1992 г., той прекратява актьорската си кариера.
Още от младежка възраст Луис Манси проявява голям интерес към четене, писане и защита на животните.
В продължение на шест години (2004-2010) страда от болест на Паркинсон, като преди да почине е диагностициран с рак на белия дроб.